# Christian Vilches
Christian Alberto Vilches González (Santiago del Cile, 13 luglio 1983) è un calciatore cileno, difensore dell'Union La Calera.